# Po deszczu (manga)
Po deszczu (jap. 恋は雨上がりのように Koi wa ameagari no yō ni) – manga autorstwa Jun Mayuzuki, publikowana w latach 2014–2018 początkowo w magazynie „Gekkan! Spirits”, a następnie „Big Comic Spirits” wydawnictwa Shōgakukan.
W 2018 roku odbyła się premiera 12-odcinkowego serialu anime na jej podstawie wyprodukowanego przez Wit Studio, a także filmu live action w reżyserii Akiry Nagai z Naną Komatsu i Yō Ōizumim w rolach głównych.

## Fabuła
Akira Tachibana jest 17-letnią licealistką pracującą na niepełnym etacie w rodzinnej restauracji. Dziewczyna zakochuje się w jej kierowniku, 45-letnim rozwodniku z małym synem. Historia opowiada o jej zmaganiach z tym uczuciem.

## Bohaterowie
- Akira Tachibana (jap. 橘 あきら Tachibana Akira)

Seiyū: Sayumi Watabe 
- Masami Kondō (jap. 近藤 正己 Kondō Masami)

Seiyū: Hiroaki Hirata 
- Haruka Kiyan (jap. 喜屋武 はるか Kiyan Haruka)

Seiyū: Emi Miyajima 
- Yui Nishida (jap. 西田 ユイ Nishida Yui)

Seiyū: Haruka Fukuhara 
- Ryōsuke Kase (jap. 加瀬 亮介 Kase Ryōsuke)

Seiyū: Tomoaki Maeno 
- Takashi Yoshizawa (jap. 吉澤 タカシ Yoshizawa Takashi)

Seiyū: Junya Ikeda 

## Manga
Pierwszy rozdział mangi został opublikowany 27 czerwca 2014 w magazynie „Gekkan! Spirits”, gdzie ukazywała się do 27 listopada 2015. Następnie została przeniesiona do czasopisma „Big Comic Spirits”, w którym była wydawana od 18 stycznia 2016 do 19 marca 2018. Seria została zebrana w 10 tankōbonach, wydanych między 9 stycznia 2015 a 27 kwietnia 2018 nakładem wydawnictwa Shōgakukan.
W Polsce prawa do dystrybucji mangi nabyło wydawnictwo Studio JG, natomiast premiera odbyła się podczas Wiosennego Festiwalu Mangowego w sieci sklepów Yatta.pl.
| Nr | Język japoński       | Język japoński         | Język polski     | Język polski           |
| Nr | Data wydania         | ISBN                   | Data wydania     | ISBN                   |
| -- | -------------------- | ---------------------- | ---------------- | ---------------------- |
| 1  | 9 stycznia 2015      | ISBN 978-4-09-186728-5 | 26 maja 2021     | ISBN 978-83-8001-722-1 |
| 2  | 10 kwietnia 2015     | ISBN 978-4-09-186868-8 | 16 lipca 2021    | ISBN 978-83-8001-767-2 |
| 3  | 11 września 2015     | ISBN 978-4-09-187200-5 | 20 września 2021 | ISBN 978-83-8001-814-3 |
| 4  | 12 stycznia 2016     | ISBN 978-4-09-187417-7 | 20 grudnia 2021  | ISBN 978-83-8001-846-4 |
| 5  | 10 czerwca 2016      | ISBN 978-4-09-187629-4 | 11 marca 2022    | ISBN 978-83-8001-880-8 |
| 6  | 12 października 2016 | ISBN 978-4-09-187798-7 | 30 sierpnia 2022 | ISBN 978-83-8001-957-7 |
| 7  | 10 marca 2017        | ISBN 978-4-09-189389-5 | 8 listopada 2022 | ISBN 978-83-8257-027-4 |
| 8  | 12 lipca 2017        | ISBN 978-4-09-189546-2 | 23 stycznia 2023 | ISBN 978-83-8257-078-6 |
| 9  | 10 listopada 2017    | ISBN 978-4-09-189656-8 | 27 marca 2023    | ISBN 978-83-8257-099-1 |
| 10 | 27 kwietnia 2018     | ISBN 978-4-09-189793-0 | 27 marca 2023    | ISBN 978-83-8257-110-3 |

## Anime
Telewizyjny serial anime w oparciu o mangę został zapowiedziany w marcu 2017. Został wyprodukowany przez Wit Studio i wyreżyserowany przez Ayumu Watanabe. Scenariusz napisała Deko Akao, postacie zaprojektowała Yuka Shibata, zaś muzykę skomponował Ryō Yoshimata. Motywem otwierającym jest „Nostalgic Rainfall” w wykonaniu CHiCO with HoneyWorks, końcowym zaś „Ref:rain” autorstwa Aimer. 12-odcinkowa seria była emitowana od 12 stycznia do 30 marca 2018 na antenie Fuji TV w bloku programowym Noitamina.

### Lista odcinków
| №  | Tytuł                              | Reżyseria                                    | Scenariusz    | Premiera         |
| -- | ---------------------------------- | -------------------------------------------- | ------------- | ---------------- |
| 1  | Amaoto (雨音)                      | Ayako Kawano                                 | Deko Akao     | 12 stycznia 2018 |
| 2  | Aoba ame (青葉雨)                  | Shingo Uchida                                | Deko Akao     | 19 stycznia 2018 |
| 3  | Ame shizuku (雨雫)                 | Ayako Kawano                                 | Deko Akao     | 26 stycznia 2018 |
| 4  | Sozoro ame (漫ろ雨)                | Ryō Andō                                     | Yūichirō Kido | 2 lutego 2018    |
| 5  | Kōu (香雨)                         | Yasuhiro Akamatsu                            | Eiji Umehara  | 9 lutego 2018    |
| 6  | Sau (沙雨)                         | Hiro Kaburagi                                | Yūichirō Kido | 16 lutego 2018   |
| 7  | Jin’u (迅雨)                       | Yūta Maruyama Ayako Kawano Yasuhiro Akamatsu | Deko Akao     | 23 lutego 2018   |
| 8  | Seiu (静雨)                        | Yasuhiro Akamatsu                            | Eiji Umehara  | 2 marca 2018     |
| 9  | Shūu (愁雨)                        | Yūta Maruyama Yoshihide Ibata Ayako Kawano   | Eiji Umehara  | 9 marca 2018     |
| 10 | Hakuu (白雨)                       | Shingo Uchida                                | Yūichirō Kido | 16 marca 2018    |
| 11 | Sōu (叢雨)                         | Ayako Kawano Yasuhiro Akamatsu               | Deko Akao     | 23 marca 2018    |
| 12 | Tsuyu no ato saki (つゆのあとさき) | Ryōji Masuyama Ayako Kawano                  | Deko Akao     | 30 marca 2018    |

## Film
25 maja 2018 wydano filmową adaptację live action w reżyserii Akiry Nagai. Główne role odegrali Nana Komatsu i Yo Oizumi.

## Nagrody i nominacje
W 2015 roku manga zajęła 2. miejsce w plebiscycie Comic Natalie Taishō wspólnie z serią Golden Kamuy. W 2016 roku zajęła 4. miejsce w rankingu Kono manga ga sugoi! oraz nominowana była w 9. edycji Manga Taishō. W 2018 roku wygrała 63. edycję nagrody Shōgakukan Manga w kategorii ogólnej.